# 班卓熊大冒险：改造大作战
《班卓熊大冒险：改造大作战》是Rare开发，微软游戏工作室于2008年发行的平台游戏，对应Xbox 360平台。
据评论汇总网站Metacritic统计，游戏获得「总体好评」。